# Щепотьев, Фёдор Львович
Фёдор Львович Щепотьев (19 июля 1906, слобода Алфёровка, Новохоперский уезд, Воронежская губерния — 16 марта 2000) — ботаник-дендролог, член-корреспондент АН УССР (с 1965).

## Биография
Родился в семье регента церковного хора, мещанина Льва Аполлоновича Щепотьева и крестьянки Аграфены Савельевны, урождённой Малеванской. Отец вскоре оставил семью, и семеро детей существовали на скудные заработки матери. Когда Фёдору, младшему ребёнку в семье, было 11 лет, мать умерла от туберкулёза. Фёдор попал в детский дом, сначала в Новохопёрске, а потом в Одессе. 
Когда Фёдор окончил 5 класс, в детском доме объявили длительный карантин из-за разразившейся эпидемии скарлатины. В этот период вынужденной изоляции Фёдор увлекся рисованием и лепкой.  Его работы были столь хороши, что воспитатели пригласили известного одесского скульптора, профессора Одесской академии изобразительных искусств П. В. Митковицера. Митковицер дал Фёдору рекомендацию для вступительных экзаменов в Академию, и в 1922 году Щепотьев был зачислен на подготовительный курс её живописно-скульптурного отделения. Он занимался с большим увлечением, сохранились его студенческие работы (бюст Лаокоона, маска Сократа, пейзажи, натюр-морты, акварели и графика углём). Но студенту Щепотьеву не начислили обещанной стипенции, на основе голода у него начался туберкулёзный процесс. И Фёдор принимает решение, оставить занятия в Академии и уйти из Детского дома, чтобы получить оплачиваемую трудовую специальность. После регистрации на бирже труда  он смог устроиться ФЗУ при типографии.
Проработав три года в типографии, Щепотьев решил получить высшее образование и в 1926 году поступил на рабфак Воронежского государственного университета, после двух лет обучения Фёдора зачислили на лесной факультет Воронежского сельскохозяйственного института (позднее ставшего Воронежским лесотехническим институтом).  Ф. Л. Щепотьева направляют в Новосибирск, где он становится лесоустроителем в Запсиблесхозтресте. В 1932 году работает таксатором и занимается лесоустройством в Бакщелакском и Змеиногорском лесхозах на Алтае. В декабре 1932 года Щепотьева призвали в Красную армию. Однако, так как не оказалось места по его военной специальности (топограф), его отпустили «до особого распоряжения».
В 1933 году Ф. Л. Щепотьев окончил Воронежский лесотехнический институт. В том же 1933 году он поступил на работу научным сотрудником отдела интродукции, физиологии и селекции древесных растений и заведующим группой заочной аспирантуры Всесоюзного научно-исследовательского института агролесомелиорации и лесного хозяйства в Харькове. Работал там научным сотрудником с 1933 по 1941 и с 1949 по 1966, а 1953-1963 годах был заместителем директора этого института. С 1966 года заведующий кафедрой ботаники (впоследствии — ботаники и экологии) в Донецком университете. Участник Второй мировой войны награжден орденом Красной Звезды.
Работы Щепотьева посвящены дендрологии, дендрофизиологии и интродукции, акклиматизации и селекции древесных пород. Научное наследие включает более 500 работ, из них 20 монографий. Научное руководство «Дендрология» (1949) переиздавалось трижды. В 1947 году защитил кандидатскую диссертацию. Подготовил 20 кандидатов наук и два доктора.
В 1955 году подписал «Письмо трёхсот», ставшее впоследствии причиной отставки Т. Д. Лысенко с поста президента ВАСХНИЛ.
В 1958 году удостоен учёная учёной степени доктора биологических наук, а в 1960 получил учёное звание профессора по специальности "дендрология".